# هندسه بیضوی

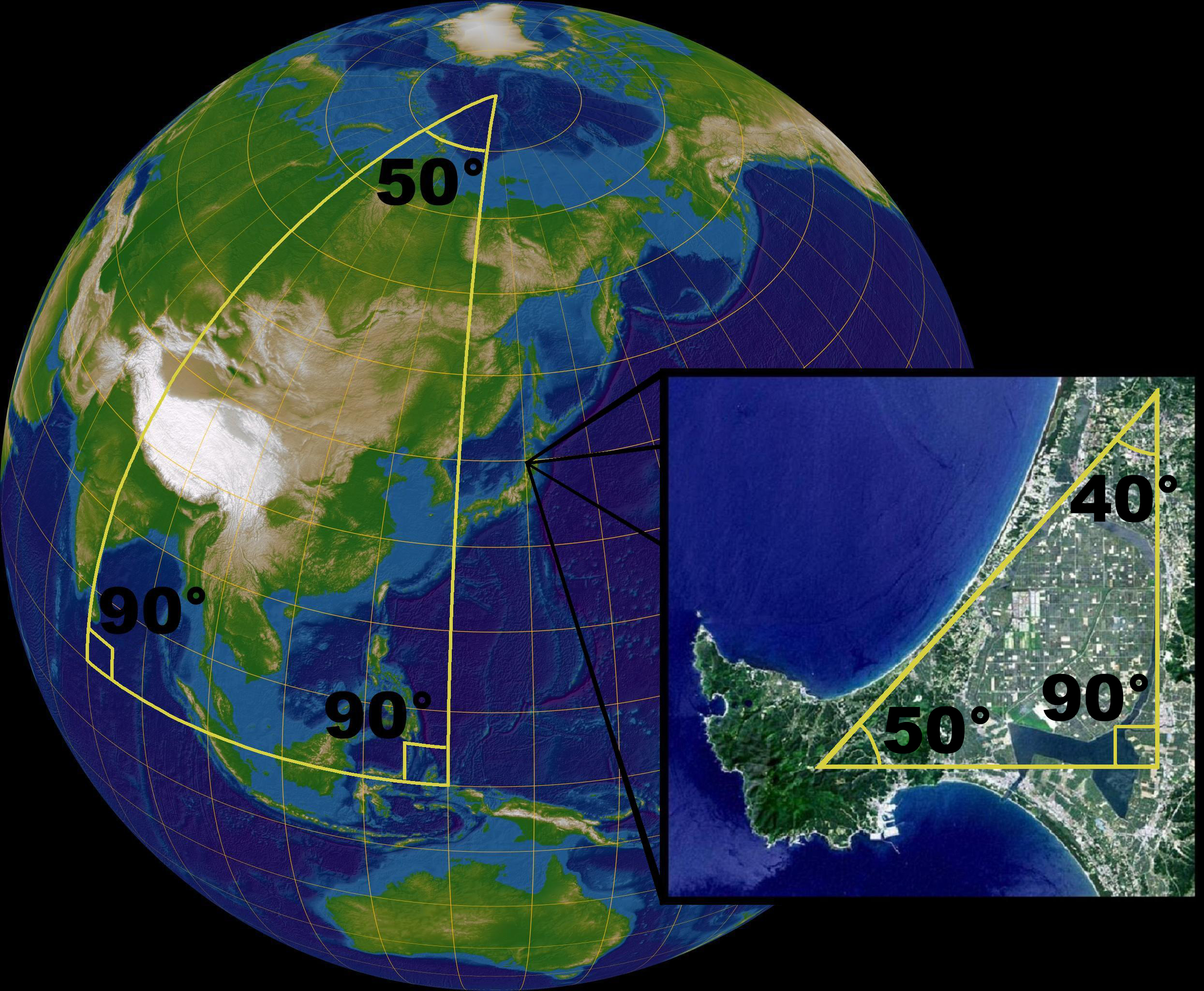
توصیف هندسه بیضوی به وسیله کره زمین

هندسه بیضوی (به انگلیسی: Elliptic geometry) یکی از هندسه‌های نااقلیدسی است که به هندسه ریمانی نیز مشهور است.
در سال ۱۸۵۴ فریدریش برنهارد ریمان نشان داد که اگر نامتناهی بودن خط مستقیم کنار گذاشته شود و صرفاً بی کرانگی آن مورد پذیرش واقع شود، آنگاه با چند جرح و تعدیل جزئی اصول موضوعه دیگر، هندسه سازگار نااقلیدسی دیگری را می‌توان به دست آورد. پس از این تغییرات اصل توازی هندسه بیضوی به صورت زیر ارائه گردید.
اصل توازی هندسه بیضوی - از یک نقطه ناواقع بر یک خط نمی‌توان خطی به موازات خط مفروض رسم کرد.
یعنی در هندسه بیضوی، خطوط موازی وجود ندارد. با تجسم سطح یک کره می‌توان سطحی شبیه سطح بیضوی در نظر گرفت. این سطح کروی را مشابه یک صفحه در نظر می‌گیرند. در اینجا خطوط با دایره‌های عظیمه کره نمایش داده می‌شوند. بنابراین خط ژئودزیک یا مساحتی در هندسه بیضوی بخشی از یک دایره عظیمه است.
در هندسه بیضوی مجموع زوایای یک مثلث بیشتر از ۱۸۰ درجه است. در هندسه بیضوی با حرکت از یک نقطه و پیمودن یک خط مستقیم در آن صفحه، می‌توان به نقطهٔ اول باز گشت. همچنین می‌توان دید که در هندسه بیضوی نسبت محیط یک دایره به قطر آن همواره کمتر از عدد پی است.